# Madison Avenue
A Madison Avenue é uma grande avenida norte-sul que corre no distrito de Manhattan, na cidade de Nova Iorque. É uma via pública de sentido único. Veículos podem transitar apenas para o norte. É uma avenida arterial de Nova Iorque, e uma das mais movimentadas da cidade. Foi nomeada em homenagem a James Madison, o quarto presidente dos Estados Unidos.